# 이원호 (조선귀족)
이원호(李原鎬, 1884년 7월 15일 ~ 1939년 7월 2일)는 일제강점기의 조선귀족이다. 자는 문빈(文斌), 본관은 전주, 본적은 경성부 종로구 예지동이다. 남작 이용원의 손자이다.

## 생애
1911년 10월 19일 자신의 할아버지였던 이용원이 받은 남작 작위를 승계받았으며 1912년 12월 7일 일본 정부로부터 종5위에 서위되었다. 1913년 1월 28일 충청남도 도로 개수를 위해 논밭을 기부한 공로로 일본 정부로부터 목배 1조를 하사받았고 1915년 11월 10일 일본 정부로부터 다이쇼대례기념장을 받았다.
1918년 12월 20일 일본 정부로부터 정5위에 서위되었으며 1925년 12월 28일 일본 정부로부터 종4위에 서위되었다. 1928년 11월 16일 일본 정부로부터 쇼와대례기념장을 받았고 1934년 1월 15일 일본 정부로부터 정4위에 서위되었다. 그의 작위는 아들 이창수가 습작했다. 친일파 708인 명단의 조선귀족 부문과 민족문제연구소의 친일인명사전 수록자 명단의 수작/습작 부문, 친일반민족행위진상규명위원회가 발표한 친일반민족행위 705인 명단에 포함되었다.

## 참고자료
- 친일반민족행위진상규명위원회 (2009). 〈이원호〉. 《친일반민족행위진상규명 보고서 Ⅳ-13》. 서울. 712~715쪽.